# Kleines Vieleckbein

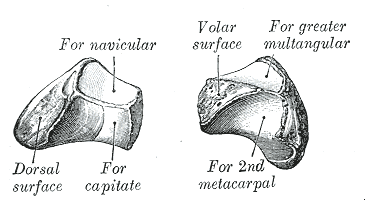
Zeichnung des linken kleinen Vieleckbeines mit Darstellung der Gelenkflächen

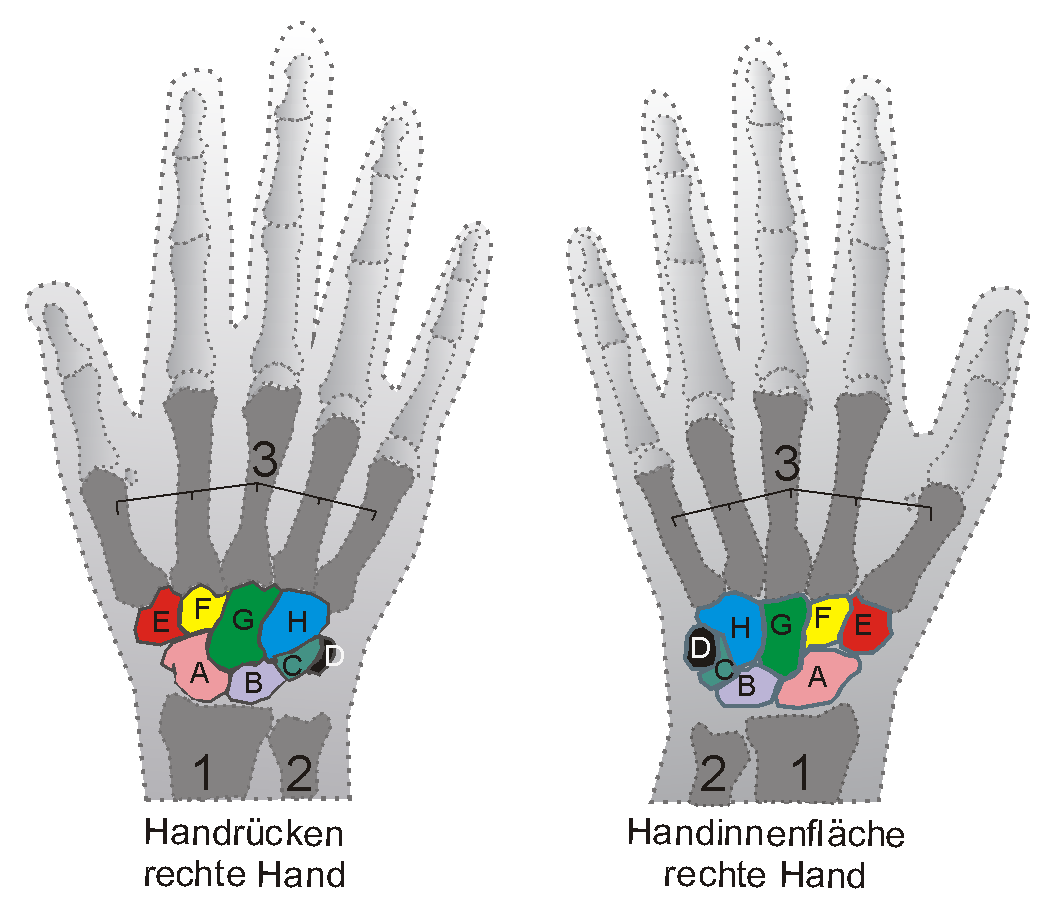

Das kleine Vieleckbein (lateinisch Os trapezoideum, Os carpale secundum) ist einer der acht Handwurzelknochen und gehört der körperfernen (distalen), also mittelhandseitigen Reihe dieser kurzen Knochen an.
Es ist auf der Handrückenseite (dorsal) breiter als auf der Handinnenfläche (palmar). Körpernah (proximal) steht es mit dem Kahnbein (Os scaphoideum) und körperfern (distal) mit dem zweiten Mittelhandknochen (Os metacarpale II) in Verbindung. Seitlich (lateral) geht das kleine Vieleckbein eine gelenkige Verbindung mit dem großen Vieleckbein (Os trapezium) und zur Mitte hin (medial) mit dem Kopfbein (Os capitatum) ein.